# Jelle Wallays
Pour les articles homonymes, voir Wallays.
Jelle Wallays (né le 11 mai 1989 à Roulers) est un coureur cycliste belge. Il a notamment remporté Paris-Tours en 2014 et 2019.

## Biographie

### Débuts cyclistes et carrière chez les amateurs

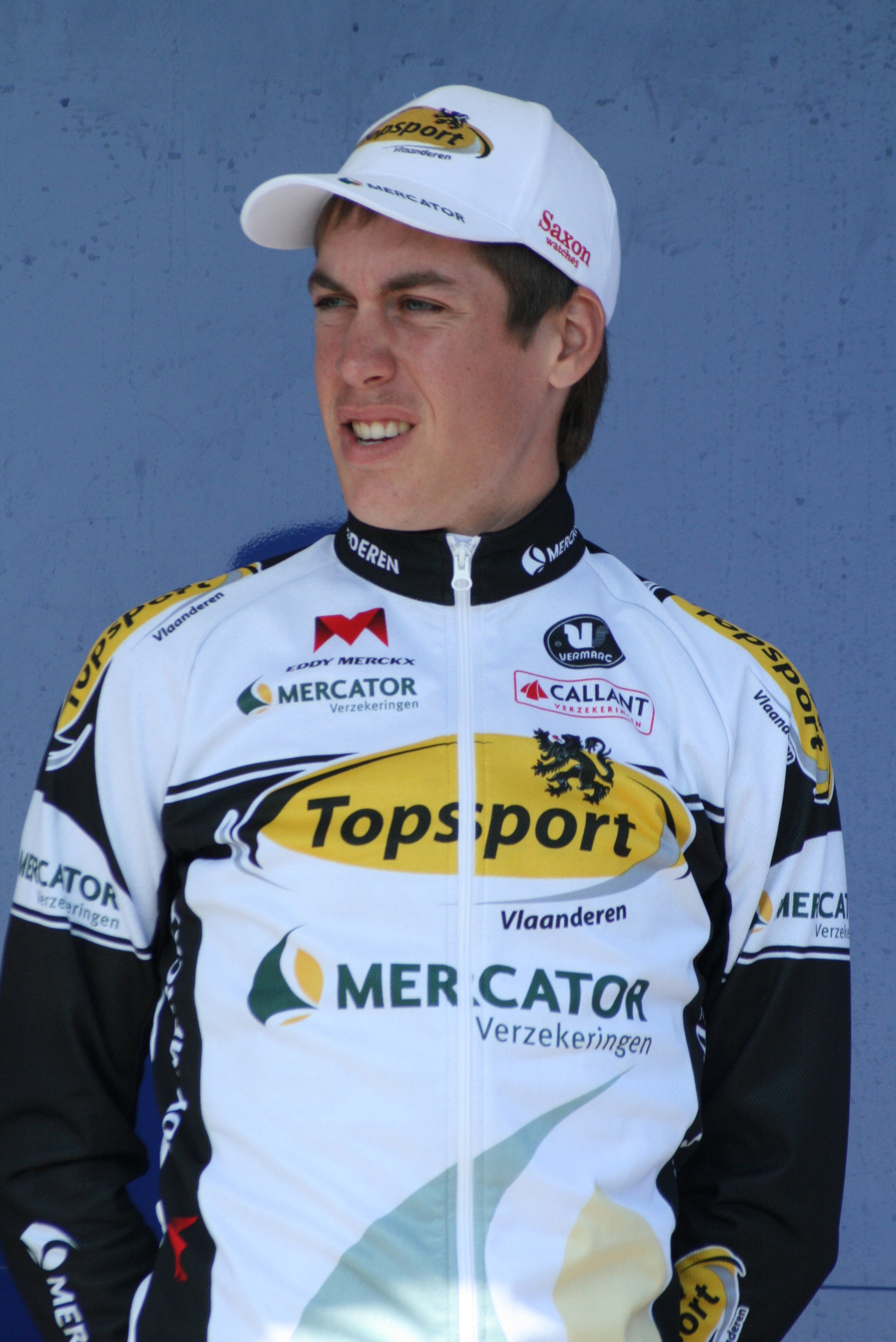
Jelle Wallays aux Quatre Jours de Dunkerque 2011.

Jelle Wallays naît le 11 mai 1989 à Roulers en Belgique. Il a un frère cadet, Jens, également coureur cycliste.
Jelle Wallays remporte en 2007 dans la catégorie juniors une étape de la Course de la Paix juniors. Durant la saison 2009, il roule pour l'équipe amateur belge Beveren 2000-Quick Step. Il termine entre autres, cinquième de Paris-Roubaix espoirs et s'adjuge la course d'un jour Zillebeke-Westouter-Zillebeke. 
En 2010, il gagne Gand-Staden, le Grand Prix Criquielion et une étape du Tour de Namur. En fin de saison, il remporte sa première grande course, Paris-Tours espoirs. Il participe aux championnats du monde sur route des moins de 23 ans en 2009, où il abandonne, et en 2010, où il se classe 60e. En fin de saison 2010, il roule pour l'équipe continentale professionnelle belge Topsport Vlaanderen-Mercator comme stagiaire.

### Carrière professionnelle
Il signe pour la saison 2011 dans l'équipe belge en tant que coureur professionnel cette fois. Quatrième de la Course des chats en mars, il se classe ensuite 14e des Quatre Jours de Dunkerque et 12e du Ster ZLM Toer. À la fin du mois de juin, il prend la troisième place du championnat de Belgique sur route, derrière Philippe Gilbert et Gianni Meersman.
En 2014, il termine troisième de l'Internationale Wielertrofee Jong Maar Moedig. Il remporte par la suite le Circuit du Houtland et la 108e édition de Paris-Tours devant le coureur français Thomas Voeckler après une échappée de plus de 230 kilomètres,.
En 2015, son frère Jens le rejoint dans l'effectif de l'équipe Topsport Vlaanderen-Baloise. Jelle Wallays remporte le 25 mars À travers les Flandres. Il attaque un petit groupe de trois autres coureurs à un kilomètre de l'arrivée et passe la ligne avec son coéquipier Edward Theuns à quelques mètres derrière lui. Un peu plus tard dans l'année il gagne le Grand Prix Criquielion devant Jef Van Meirhaeghe et Thomas Vaubourzeix. En fin de saison il s'adjuge le Duo normand avec son coéquipier Victor Campenaerts puis signe quelques jours plus tard un contrat avec la formation Lotto-Soudal.
En 2017 il est sélectionné pour participer aux championnats d'Europe de cyclisme sur route. Il chute au cours de la quatrième étape du Tour d'Espagne 2017. Il finit ce Grand Tour malgré plusieurs fractures diagnostiquées après la course.
En août 2018, il termine 33e du championnat d'Europe sur route à Glasgow. Il remporte une étape du Tour d'Espagne. Le 13 octobre 2019, il remporte pour la deuxième fois la classique Paris-Tours à l'issue d'une échappée solitaire de 53 kilomètres.
Son contrat avec la formation Lotto-Soudal n'est pas renouvelé à l'issue de la saison 2020.
En avril 2021, il participe au Tour des Flandres, où il est membre de l'échappée du jour.
Son contrat avec Cofidis n'est pas prolongé à l'issue de la saison 2023. Ne trouvant pas d'autre équipe, il annonce le 1er novembre arrêter sa carrière professionnelle.

## Palmarès

### Palmarès amateur
- 2007[1]

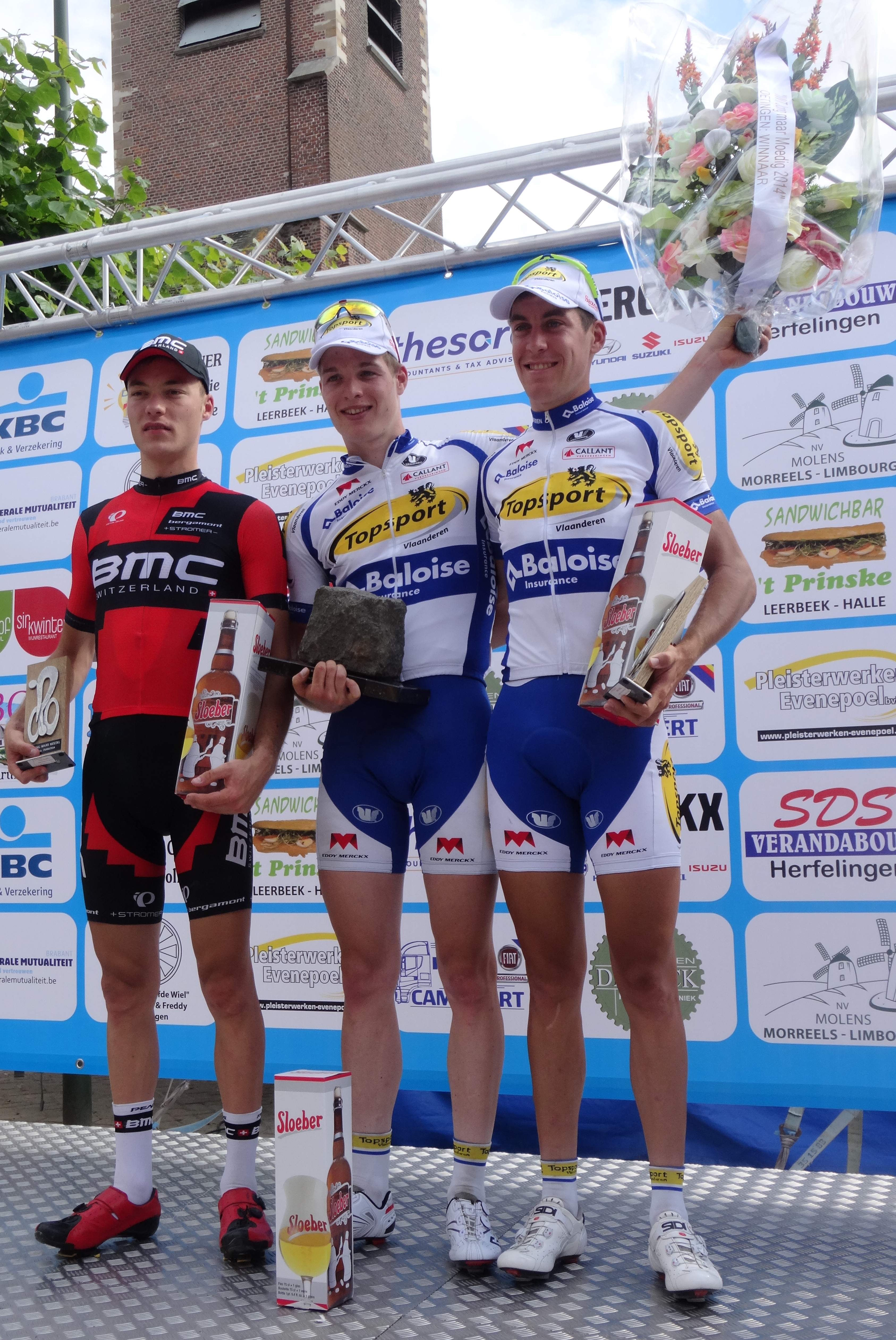
Podium de l'édition 2014 de l'Internationale Wielertrofee Jong Maar Moedig : Loïc Vliegen (2e), Gijs Van Hoecke (1er) et Jelle Wallays (3e).

  - 3eb étape de la Course de la Paix juniors
  - 3ea étape du Sint-Martinusprijs Kontich
  - 2e du Circuit Het Volk juniors
- 2008
  - Circuit Jean Bart
  - 2e de Bruxelles-Zepperen
- 2009
  - Zillebeke-Westouter-Zillebeke
- 2010
  - Gand-Staden
  - Grand Prix Criquielion
  - 1re étape du Tour de Namur
  - Paris-Tours espoirs
  - 2e de Zillebeke-Westouter-Zillebeke
  - 2e du Circuit du Pévèle

### Palmarès professionnel
- 2011

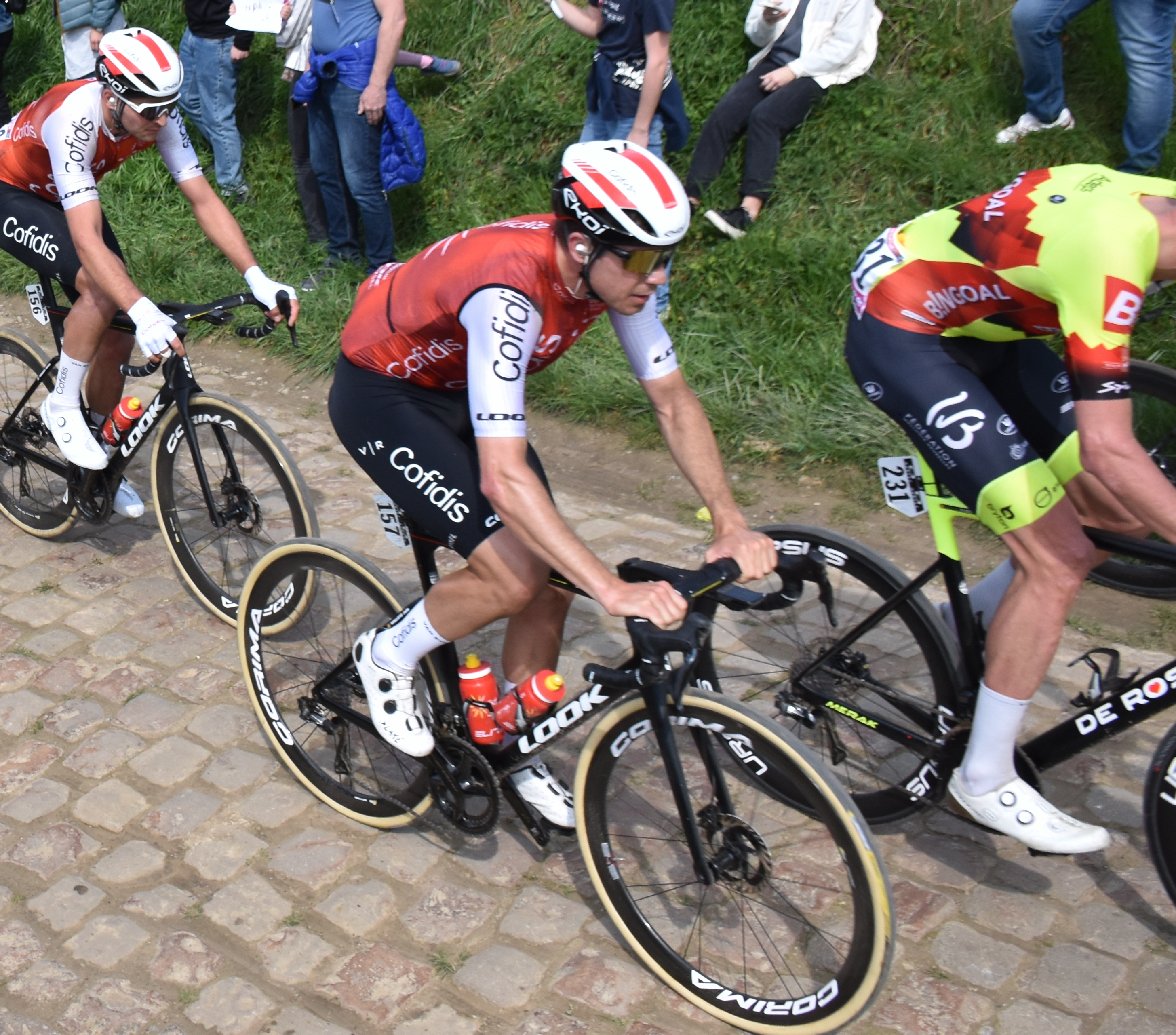
Paris-Roubaix 2023 - Secteur pavé de Quiévy à Saint-Python - N° 157 Jelle Walley.

  - 3e du championnat de Belgique sur route
- 2012
  - 2e du Grand Prix Kortemark
- 2013
  - 1re étape de la World Ports Classic
- 2014
  - Circuit du Houtland
  - Paris-Tours
  - 3e de l'Internationale Wielertrofee Jong Maar Moedig[16]

- 2015
  - À travers les Flandres
  - Grand Prix Criquielion

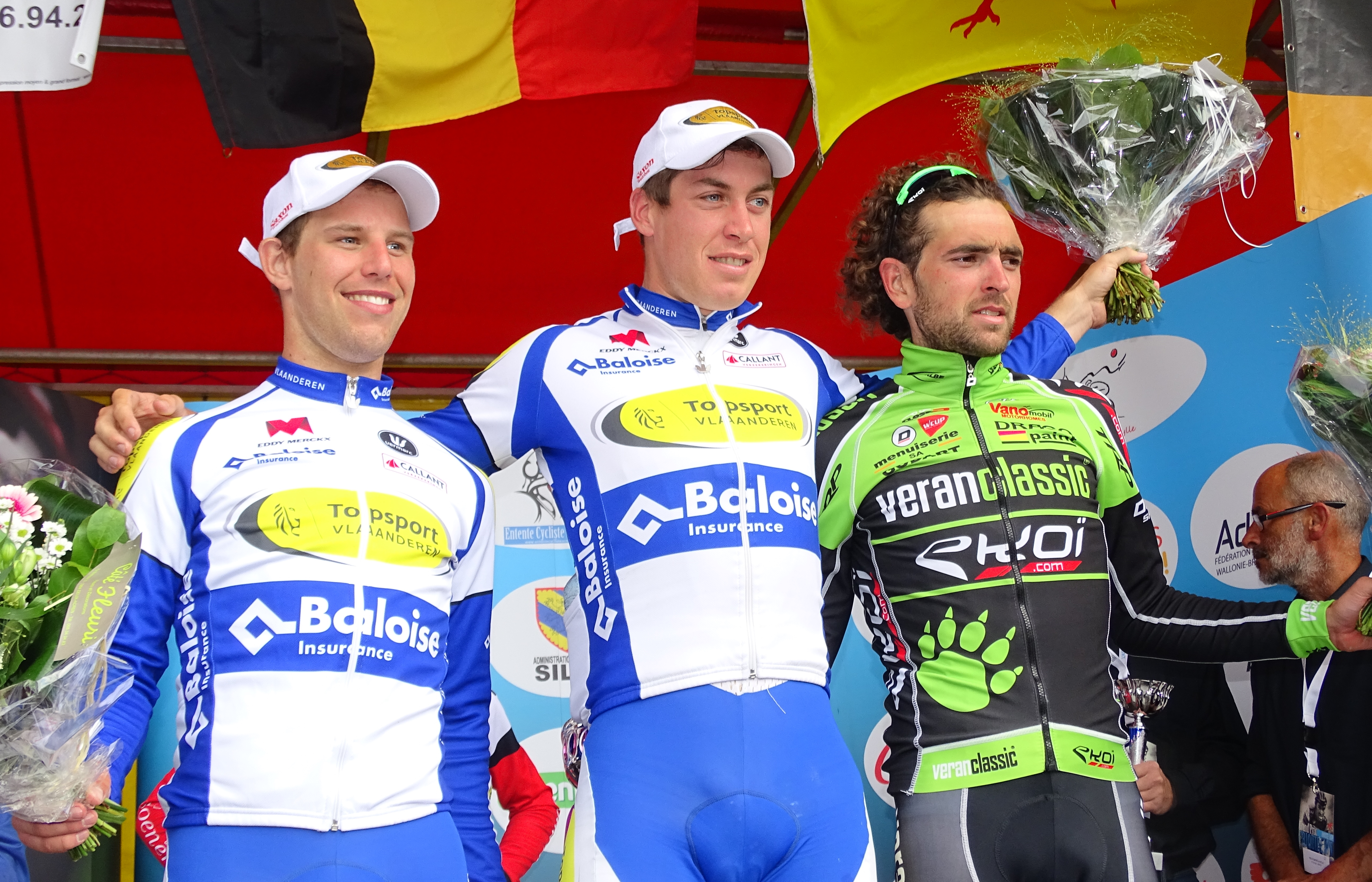
Podium de l'édition 2015 du Grand Prix Criquielion : Jef Van Meirhaeghe (2e), Jelle Wallays (1er) et Thomas Vaubourzeix (3e).

  - Duo normand (avec Victor Campenaerts)
- 2016
  - Grand Prix Cerami
- 2017
  - 2e de la Ruddervoorde Koerse
- 2018
  - 6e étape du Tour de San Juan
  - 18e étape du Tour d'Espagne
  - Grand Prix Raf Jonckheere
- 2019
  - Paris-Tours

## Résultats sur les grands tours

### Tour de France
1 participation
- 2021 : 131e

### Tour d'Espagne
4 participations
- 2016 : 92e
- 2017 : 151e
- 2018 : 143e, vainqueur de la 18e étape
- 2019 : 144e

## Classements mondiaux
| Année                                 | 2009 | 2010 | 2011 | 2012 | 2013 | 2014 | 2015 | 2016 | 2017  | 2018 | 2019 | 2020 | 2021  | 2022  | 2023  |
| ------------------------------------- | ---- | ---- | ---- | ---- | ---- | ---- | ---- | ---- | ----- | ---- | ---- | ---- | ----- | ----- | ----- |
| UCI World Tour                        |      |      |      |      |      |      |      | nc   | 271e  | 158e |      |      |       |       |       |
| Classement mondial                    |      |      |      |      |      |      |      | 279e | 1024e | 306e | 355e | 816e | 1271e | 1936e | 2491e |
| UCI Europe Tour                       | 552e | 289e | 187e | 492e | 163e | 24e  | 38e  | 146e | 1297e | 481e | 287e | 651e | 913e  | 1245e | nc    |
| UCI Asia Tour                         | nc   | nc   | nc   | nc   | nc   | nc   | nc   | 282e | nc    | nc   |      |      |       |       |       |
| UCI America Tour                      | nc   | nc   | nc   | nc   | nc   | nc   | nc   | nc   | nc    | 246e |      |      |       |       |       |
|                                       |      |      |      |      |      |      |      |      |       |      |      |      |       |       |       |
| Légende : nc = non classéSource : UCI |      |      |      |      |      |      |      |      |       |      |      |      |       |       |       |